# 강구성
강구성(姜九成, 1993년 6월 9일 ~ )은 전 KBO 리그 LG 트윈스의 외야수, 지명타자이다.

## 아마추어 시절
야탑고등학교 3학년이던 2011년 아시아 청소년 야구 선수권대회에 팀 동료인 박민우, 이민호와 함께 출전했으나 결승전에서 일본에게 패하며 준우승에 그쳤다. 하지만 이 대회에서 좋은 활약으로 외야수 부문 올스타에 선정됐다. 2012년 신인 드래프트를 통해 전체 21순위로 특별 지명됐으며 졸업 후 2012년부터 팀에 합류했다.

## NC 다이노스시절
2012년에 나쁘지 않은 타격으로 가능성을 보여줬지만, 김종호, 나성범 등에 밀려 2013년에는 주로 2군에 머물렀다. 2군에서 맹타를 휘두르며 0.352의 타율로 남부리그 타율 1위를 기록했다. 2013년 12월 2일에는 '2013 플레이어스 초이스 어워드'에서 퓨처스리그 올해의 타자상을 수상했다.

## 상무 야구단시절
2013년 시즌 후 입대했다. 2015년 퓨처스리그에서 83경기에 출장해 타율 .340(197타수 67안타), 3홈런, 35타점, 10도루를 기록했다. 좌익수, 중견수, 우익수 등 모든 외야수 포지션에서 출전했다. 2015년 9월 22일에 전역했다.

## NC 다이노스복귀
2015년에 복귀하였다. 2018년 10월 3일 김종민, 윤병호, 심규범과 함께 방출됐다.

## LG 트윈스시절
2019년에 입단하였다.

## 출신 학교
- 관산초등학교
- 부천중학교
- 야탑고등학교

## 통산 기록
| 연도 | 팀명  | 타율  | 경기 | 타수 | 득점 | 안타 | 2루타 | 3루타 | 홈런 | 루타 | 타점 | 도루 | 도실 | 볼넷 | 사구 | 삼진 | 병살 | 실책 |
| ---- | ----- | ----- | ---- | ---- | ---- | ---- | ----- | ----- | ---- | ---- | ---- | ---- | ---- | ---- | ---- | ---- | ---- | ---- |
| 2013 | NC    | 0.000 | 2    | 2    | 0    | 0    | 0     | 0     | 0    | 0    | 0    | 0    | 0    | 0    | 0    | 0    | 0    | 0    |
| 2015 | NC    | 0.200 | 4    | 5    | 0    | 1    | 1     | 0     | 0    | 2    | 0    | 0    | 0    | 0    | 0    | 0    | 0    | 0    |
| 2016 | NC    | 0.000 | 2    | 3    | 0    | 0    | 0     | 0     | 0    | 0    | 0    | 0    | 0    | 0    | 0    | 1    | 0    | 0    |
| 2017 | NC    | 0.000 | 1    | 1    | 0    | 0    | 0     | 0     | 0    | 0    | 0    | 0    | 0    | 0    | 0    | 1    | 0    | 0    |
| 2018 | NC    | 0.200 | 4    | 5    | 0    | 1    | 1     | 0     | 0    | 2    | 1    | 0    | 0    | 0    | 0    | 3    | 0    | 0    |
| 통산 | 5시즌 | 0.125 | 13   | 16   | 0    | 2    | 2     | 0     | 0    | 4    | 1    | 0    | 0    | 0    | 0    | 5    | 0    | 0    |